# はじめの四年間
『はじめの四年間』(はじめのよねんかん、The First Four Years)は、ローラ・インガルス・ワイルダーの自伝的小説で、1971 年に出版され、一般に「小さな家」シリーズ9 冊のうちの最後と考えられている。このシリーズは当初、ワイルダーの成人期とアルマンゾ・ワイルダーとの結婚までを物語った8冊目の『この楽しき日々』で完結したと思われていた。
ロジャー・リー・マクブライドは、ワイルダーの娘、ローズ・ワイルダー・レーンが1968年に亡くなった後、彼女の遺品の中からこの作品を見つけた。ワイルダーは彼女の本をすべて、安雑貨店の十銭店の書き板に鉛筆で書いており、この本の原稿はワイルダーが書いた写本の形で発見された。
ワイルダーがこの初稿を「小さな家」シリーズの9冊目として意図していたか、あるいはおそらく大人向けの独立した小説として意図していたのかは不明である。内容の多くは、彼女の「小さな家」の本のどの本よりも大人の読者向けである。彼女は 1940 年頃に現存する最初の草稿を書いたようであるが、その後、明らかにこのプロジェクトへの興味を失ったように見える。
レーンの養孫であり、彼女の財産の執行者であるマクブライドは、この小説を（軽微なスペルミスを除いて）編集せずに出版することを決定し、ワイルダーの鉛筆から直接書かれたページを印刷に回した。彼女が原稿を手直しすることはなかったし、レーンも母親が以前に出版した作品を編集したことはなかったので、この小説は『小さな家』シリーズの本ほど洗練されたスタイルではないが、それでも間違いなくワイルダーの文章である。

## あらすじ
この小説のタイトルは、ローラがアルマンゾと婚約したときに交わした約束に由来している。彼女は農家になりたくなかったが、3年間だけ農業をやってみることにした。
ローラは家を守り、アルマンゾは土地と家畜の世話をする。彼らは頻繁に一緒にポニーに乗る。
1 年目の終わり、小麦の収穫の準備が整ったまさにそのとき、深刻なひょうの嵐が小麦全体を破壊する。そんなことがなければ、これで約 3,000 ドルの利益が得られ、農機具と家の借金を返済できるはずだった。
膨らむ借金に直面したアルマンゾは、その所有権を抵当に入れことにする。彼とローラは住宅ローンの条件としてそこに住まなければならないので、彼らは入植者に与えられる自営農場(ホームステッド法)にある家を貸し出し、アルマンゾは農場内に小さな家を建てる。
彼らの娘ローズは12月に生まれる。 2年目の終わりに、彼らはかなりの量の小麦を収穫し、小麦の販売で得た収益を自営農場の賃借人に分配し、少額の借金を支払うのに十分なお金を自分たちで稼ぎ出す。
3 年目の 12 月、ローラとアルマンゾはジフテリアに感染し、アルマンゾは合併症を患い、永久的な身体障害を負うことになってしまう。借家人は立ち退くことを決意し、アルマンゾは両方の土地で働くことができなくなったため、所有権を売却して最初の家に戻ることになった。
ローラは羊の群れにお金を投資する。羊毛は初期投資を返済し、借金の利息を支払うのに十分な額だけが残る。
一方、小麦とオート麦は順調に育つが、収穫直前に数日間乾燥した熱風が吹くと、完全にダメになってしまう。
3 年目の終わり、農業はまだ成功していないが、ローラとアルマンゾはもう 1 年、ローラの言葉を借りれば「猶予の年」を続けることに同意する。なぜなら、彼らには他に将来性がなく、アルマンゾは状況を好転させるには一年が必要だと信じていたからである。
残念ながら、熱風が再び小麦とオート麦の次の作付けを台無しにする。彼らの名前のない息子は8月に生まれるが、数週間後に亡くなった。最後に、彼らの家は突発的な火災によって焼失する。
それにもかかわらず、小説は4年目の終わりに楽観的な雰囲気で終わり、ローラは彼らの運が好転するという希望を感じている。実際には、継続的な借金と暑くて乾燥したダコタの夏がローラとアルマンゾを土地から追い出した。その後、彼らはミズーリ州マンスフィールドに定住し、果樹園と酪農場を始めて成功し、そこで死ぬまで快適に暮らした。

## 批評
ハーパー社でワイルダーの最初の編集者だったバージニア・カーカスは、出版前の書評サービスを退職し、その内容すべてを執筆することから長い間引退していた。後に第9巻として発売された未完の小説について、カーカス・レビューは部分的に次のように書いている、
後に第9巻として発売された未完の小説について、カーカス・レビューは部分的に次のように書いている「しばらくの間、すべてが間違っている、この原稿はワイルダーによって修正されずに放置され、その後マンリー（決して「アルマンゾ」ではない）が手元に置き、冗談と推理と約束をした... 前作と比べると、これは電報的であり、会話や事件の展開が少なく、その結果、豊作への期待が年々打ち砕かれていると言える。同様に、形式は小さな家のものである(ただし、この形式は機能的な類似性を期待する人を誤解させるだろう)。」

## 日本語訳
- 谷口由美子訳「はじめの四年間 上下 (岩波少年文庫 ローラ物語 4)」岩波書店、2000
- 鈴木哲子訳「はじめの四年間」(岩波少年文庫3035 ローラの物語 6)岩波書店、1975

## 注記
1. ↑  『この楽しき日々』は、もともと1943年に出版され、最後に「小さな家のシリーズの終わり」という注記が含まれる1ページがあった。[3]